# Krzysztof Kieślowski
Krzysztof Kieślowskiⓘ (n. 27 iunie 1941, Varșovia, Polonia – d. 13 martie 1996, Varșovia) a fost un regizor de film și scenarist polonez influent. Nominalizat la Premiile Oscar, el este renumit la nivel internațional în special pentru ciclurile de filme “Trei Culori” și “Decalogul”.

## Începuturile
Kieślowski s-a născut la Varșovia și a copilărit în mai multe orășele, mutându-se acolo unde tatăl său, bolnav de TBC, putea urma un tratament. La vârsta de 16 ani, a urmat pentru scurt timp o școală de pompieri, dar a abandonat după trei luni. S-a înscris apoi la Colegiul Tehnicienilor de Teatru în 1957, deoarece instituția era condusă de o rudă. A hotărât să devină regizor de teatru, dar la momentul respectiv nu exista un program educațional pentru regizori, așa că a ales să studieze filmul ca un pas intermediar.
Părăsind facultatea și lucrând pe post de croitor în teatre, Kieślowski a dat examen la Școala Națională de Film din Łódź, celebra școală de film poloneză care i-a dat pe Roman Polański și Andrzej Wajda. A fost respins de două ori. Pentru a evita serviciul militar obligatoriu în acest timp, a studiat pentru scurt timp arta și a ținut o dietă drastică, încercând să devină inapt din punct de vedere medical pentru armată. După ce a evitat recrutarea timp de câteva luni, a reușit să intre la școala dorită la a treia încercare.
A studiat acolo între 1964 și 1968, într-o perioadă în care guvernul permitea un nivel de libertate artistică relativ mare. Kieślowski și-a pierdut repede interesul pentru teatru și a decis să realizeze filme documentare.

## Documentare
Documentarele sale timpurii se concentrau pe viața de zi cu zi a orășenilor, muncitorilor și soldaților. Deși nu era fățiș un realizator de filme politice, a aflat repede că încercarea de a reprezenta cu acuratețe viața polonezilor îl aducea în conflict cu autoritățile. Filmul său pentru televiziune „Muncitorii '71”, care prezenta muncitori discutând despre motivele grevelor masive din 1970, a fost difuzat într-o formă drastic cenzurată.
După acest film, și-a îndreptat atenția către autoritățile însele în „Curriculum Vitae”, film care combina înregistrări reale ale întâlnirilor Politburo cu povestea fictivă a unui bărbat cercetat de oficiali. Deși Kieślowski considera că mesajul filmului era anti-autoritarian, a fost criticat de colegi pentru cooperarea cu guvernul la producerea acestuia.
Kieślowski a declarat ulterior că a renunțat la filmele documentare din două motive: cenzura filmului „Muncitorii '71”, care l-a făcut să se îndoiască de posibilitatea prezentării literale a adevărului într-un regim autoritar, și un incident din timpul filmării filmului „Stația” (1981), când o parte din materialul filmat era să fie folosit ca dovadă într-un proces. Și-a dat seama că ficțiunea nu numai că oferea mai multă libertate artistică, ci putea să reprezinte mai fidel viața de zi cu zi.

## Filme de lung metraj poloneze
Primul său film de ficțiune, Costumierul (1975), a fost creat pentru televiziune și i-a adus regizorului primul premiu la Festivalul de Film de la Mannheim. Atât Personalul, cât și următoarea sa peliculă, Cicatricea, erau opere ale realismului social cu distribuții mari: primul era despre tehnicienii de la o producție de teatru, fiind bazat pe experiența sa de la începuturile studenției, iar al doilea prezenta schimbarea drastică a unui orășel de un proiect industrial prost planificat. Acestea au fost filmate în stil de documentar, mulți actori fiind neprofesioniști; asemenea primelor sale filme, prezentau viața de zi cu zi sub povara unui sistem defectuos, însă fără comentarii fățișe.
Amatorul (1979), câștigător al marelui premiu la Festivalul Internațional de Film de la Moscova, și Noroc chior (1981) păstrează în linii mari stilul precedentelor, dar se axează mai degrabă pe alegerile etice ale unui singur personaj, decât ale unei comunități. În această perioadă, Kieślowski făcea parte dintr-o mișcare numită Cinematografia Neliniștii Morale, alături de alți regizori polonezi ai momentului, printre care Janusz Kijowski, Andrzej Wajda, și Agnieszka Holland. Legăturile sale cu aceștia, mai ales cu Holland, au surprins guvernul polonez, toate filmele sale timpurii fiind cenzurate, turnate sau montate din nou sau pur și simplu interzise (Noroc chior a fost lansat în Polonia abia în 1987, la aproape șase ani după terminarea sa).
Fără sfârșit (1984) este probabil cel mai evident film politic al său, prezentând procese politice în Polonia în timpul legii marțiale, din punctul de vedere neobișnuit al fantomei unui avocat și al văduvei sale. A fost aspru criticat atât de guvern, cât și de dizidenți. Începând cu această perioadă, cariera sa a fost strâns legată de doi colaboratori frecvenți, scenaristul Krzysztof Piesiewicz și compozitorul Zbigniew Preisner. Piesiewicz era un avocat pe care Kieślowski îl întâlnise în timp ce se documenta cu privire la procesele de sub legea marțială; a ajuns să scrie, împreună cu Kieślowski, scenariile tuturor filmelor ulterioare ale regizorului. Preisner a scris coloana sonoră pentru Fără sfârșit și majoritatea următoarelor filme; muzica joacă adesea un rol important în filmele lui Kieślowski, iar multe din piesele lui Preisner sunt menționate explicit în filmele însele. În aceste cazuri, personajele filmelor discută despre ele ca fiind opera compozitorului olandez fictiv Van den Budenmayer.
Decalogul (1988), o serie de zece filme de scurt metraj a căror acțiune este plasată într-un bloc de apartamente din Varșovia, fiecare film bazându-se nominal pe una din Cele zece porunci, a fost creat pentru televiziunea poloneză cu fonduri din RFG; este unul din cele mai lăudate cicluri de filme din toate timpurile. Scrise de Kieślowski și Piesiewicz, cele zece episoade de o oră fuseseră inițial destinate să fie regizate de zece regizori diferiți, dar Kieślowski nu a vrut să cedeze controlul asupra proiectului; în final, fiecare episod a avut alt regizor de imagine. Episoadele 5 și 6 au fost filmate și într-o versiune de lung-metraj și lansate sub numele de Un scurt film despre omor, respectiv Un scurt film despre iubire. Kieślowski avea de gând să filmeze și o versiune lungă a episodului 9 sub titlul Un scurt film despre gelozie, dar oboseala l-a împiedicat în cele din urmă să realizeze ceea ce ar fi reprezentat al treisprezecelea său film în mai puțin de un an.

## Producții străine
Ultimele patru filme ale lui Kieślowski au fost coproducții străine, realizate în mare parte cu fonduri din Franța, în special de la producătorul Marin Karmitz. Aceste ultime filme se axau pe subiecte moral și metafizice asemănătoare celor din „Decalogul (film)” și „Noroc Chior”, însă la un nivel mai abstract, cu distribuții mai restrânse, povești interne mai multe și interes mai puțin față de comunități. Polonia apărea în aceste filme în mare parte prin intermediul unor observatori europeni străini. Cele patru filme au fost de departe cele mai mari succese comerciale ale lui Kieślowski.
Prima asemenea peliculă a fost „La double vie de Véronique” („Viața dublă a Veronicăi”) (1990), cu Irène Jacob în rolul principal. Succesul comercial relativ al acesteia i-a oferit lui Kieślowski oportunitatea de a strânge fonduri pentru ambițioasele sale ultime filme, trilogia „Trei Culori” ( „Albastru”, „Alb”, „Roșu”), care explorează virtuțile simbolizate de steagul francez. Trilogia este, alături de „Decalogul”, cea mai apreciată operă a lui Kieślowski și primul său succes comercial internațional. Cele trei filme au adunat o serie de premii internaționale prestigioase, printre Leul de Aur pentru cel mai bun film și Leul de Argint pentru cel mai bun regizor al Festivalul de Film de la Veneția, Ursul de Argint pentru cel mai bun regizor la Festivalul Internațional de Film de la Berlin și trei nominalizări la Premiile Oscar. Trilogia este privită în general ca o mare realizare a filmului modern.

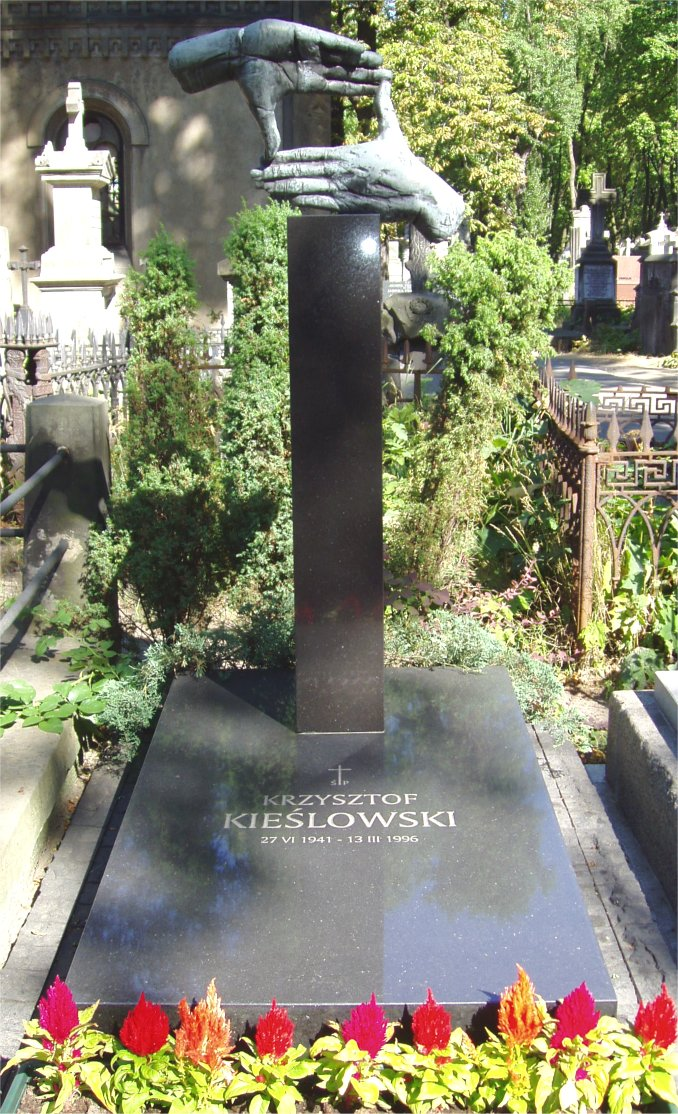
Mormântul lui Krzysztof Kieślowski la Cimitirul Powązki din Varșovia.

## Moartea și moștenirea
Krzysztof Kieślowski a murit la vârsta de 54 de ani, pe 13 martie 1996, în timpul unei operații pe cord deschis în urma unui infarct, și a fost îngropat la Cimitirul Powązki din Varșovia. Mormântul său se află pe prestigioasa  parcelă 23 și are o sculptură reprezentând degetele a două mâini, între care se află un spațiu dreptunghiular: clasica vedere ca printr-o cameră de filmat. Mica sculptură din marmură neagră se află pe un piedestal ceva mai înalt de un metru. Placa pe care sunt scrise numele și datele se află dedesubt. În urma lui Kieślowski au rămas soția sa Maria și fiica sa Marta.
Chiar și astăzi, el rămâne unul din cei mai influenți regizori ai Europei, operele sale fiind subiecte de studiu la cursurile de film din întreaga lume. Cartea „Kieślowski despre Kieślowski”, publicată 1993, descrie viața și opera sa în propriile cuvinte, fiind bazată pe interviuri luate de Danusia Stok. Kieślowski este subiectul unui film biografic, „Krzysztof Kieślowski: Sunt așa și-așa” (1995), regizat de Krzysztof Wierzbicki.
Deși declarase că se retrage după „Trei Culori”, înainte de moarte Kieślowski lucra la o nouă trilogie împreună cu Piesiewicz, formată din „Raiul”, „Iadul” și „Purgatoriul” și inspirată de „Divina Comedie” a lui Dante. Asemenea „Decalogului”, scenariile erau destinate mai multor regizori, dar moartea prematură a lui Kieślowski ne împiedică să aflăm dacă ar fi avut de gând să renunțe la retragerea din activitate și să preia el însuși regia. Singurul scenariu terminat, „Raiul”, a fost filmat de Tom Tykwer și lansat în 2002 la Festivalul Internațional de Film de la Toronto. Celelalte două scenarii erau în stadiul de rezumate de 30 de pagini la momentul morții lui Kieślowski; Piesiewicz a completat ulterior aceste scenarii, „Iadul”, în regia bosniacului Danis Tanović, cu Emmanuelle Béart în rolul principal, fiind lansat în 2005.
Actorul și regizorul polonez Jerzy Stuhr, care a jucat în mai multe filme ale lui Kieślowski și a scris împreună cu acesta scenariul pentru „Amatorul”, a filmat propria adaptare a unui scenariu de Kieślowski sub numele de „Marele animal” („Duże zwierzę”) în 2000.

## Filmografie

### Documentare/Filme de scurt metraj
- Fața (Twarz) (1975), a jucat ca actor
- Oficiul (Urząd) (1966)
- Tramvaiul (Tramwaj) (1966)
- Concertul dorințelor (Koncert życzeń) (1967)
- Fotografia (Zdjęcie) (1968)
- Din orașul Łódź (Z miasta Łodzi) (1968)
- Am fost soldat (Byłem żołnierzem) (1970)
- Fabrica (Fabryka) (1970)
- Robotnicy '71: Nic o nas bez nas (1971)
- Înainte de raliu (Przed rajdem) (1971)
- Między Wrocławiem a Zieloną Górą (1972)
- Podstawy BHP w kopalni miedzi (1972)
- Gospodarze (1972)
- Refren (1972)
- Murarz (1973)
- Pierwsza miłość (1974)
- Przeswietlenie (1974)
- Pasaj subteran (Przejście podziemne) (1974)
- Curriculum Vitae (Życiorys) (1975)
- Szpital (1976)
- Klaps (1976)
- Z punktu widzenia nocnego portiera (1977)
- Nie wiem 1977]])
- Siedem kobiet w roznym wieku (1978)
- Dworzec (1980)
- Gadające glowy (1980)
- Siedem dni tygodniu (1988)

### Filme de lung metraj
- Personalul (Personnel) (1975)
- Cicatricea (Blizna) (1976)
- Amatorul (Amator) (1979)
- Noroc chior[necesită citare] (Przypadek) (1981)
- Fără sfârșit (Bez końca) (1984)
- Decalogul (Dekalog) (1988)
- Un scurt film despre omor (Krótki film o zabijaniu) (1988)
- Un scurt film despre iubire (Krótki film o miłości) (1989)
- Viața dublă a Veronicăi (La Double vie de Véronique/Podwójne życie Weroniki) (1991)
- Trei culori: Albastru (Trois couleurs: Bleu) (1993)
- Trei culori: Alb (Trois couleurs: Blanc/Trzy kolory: Biały) (1994)
- Trei culori: Roșu (Trois couleurs: Rouge) (1994)